# Pseudomesochra gemina
Pseudomesochra gemina is een eenoogkreeftjessoort uit de familie van de Pseudotachidiidae. De wetenschappelijke naam van de soort is voor het eerst geldig gepubliceerd in 1973 door Coull.